# Langes Luch/Dachsheide
Das Naturschutzgebiet Langes Luch / Dachsheide liegt im Berliner Ortsteil Dahlem am Rande des Grunewalds. Das Luch ist eine sumpfig-morastige Senke der glazialen Rinne der Grunewaldseenkette zwischen dem südwestlich gelegenen Riemeisterfenn und dem Grunewaldsee im Nordosten. Die Wasserverbindung stellt ein Kanal her, der an der Ostseite des Luchs verläuft.
Am Südende des Langen Luch kommen die flachen Ausläufer einer Natur-Rodelbahn an, die in der Nähe des Dahlemer „Sprungschanzenwegs“ beginnt und sich in einer langgezogenen Kurve über rund 400 Meter den Teltow-Abhang hinunter in die Niederung zieht.

## Naturschutzgebiet – Schutzzweck
Die Stadt Berlin stellte ein 15 Hektar umfassendes Feuchtgebiet bereits 1960 unter Naturschutz. Die Verordnung von 1960 und ihre nachfolgenden Ergänzungen wurden am 26. Juni 1987 durch eine neue Verordnung über das Naturschutzgebiet Langes Luch aktualisiert und abgelöst. Darin wird als Schutzzweck herausgestellt (Zitat):
1. Die Lebensgemeinschaften des offenen Übergangsmoores, der Schwingrasen und der Erlenbruchwälder zu erhalten,
2. seltene und vom Aussterben bedrohte Pflanzen zu erhalten,
3. den Lebensraum für die moortypische Fauna zu sichern,
4. den Schichtaufbau des Moorgebietes aus naturgeschichtlichen und landeskundlichen Gründen zu bewahren. (Zitat Ende)

Durch die derzeit gültige Verordnung vom 20. Dezember 2017 wurde das Naturschutzgebiet um die Dachsheide ergänzt und umfasst nunmehr gut 32 Hektar.

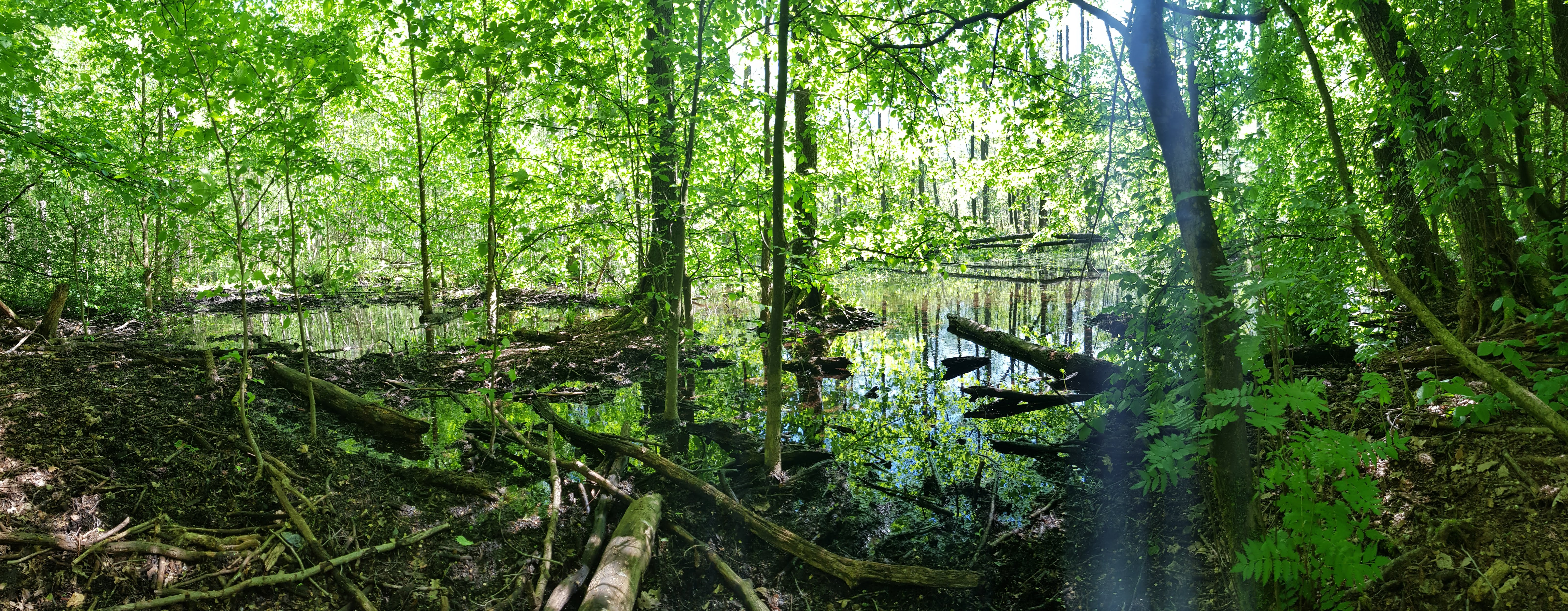
Naturschutzgebiet Langes Luch in Berlin-Dahlem
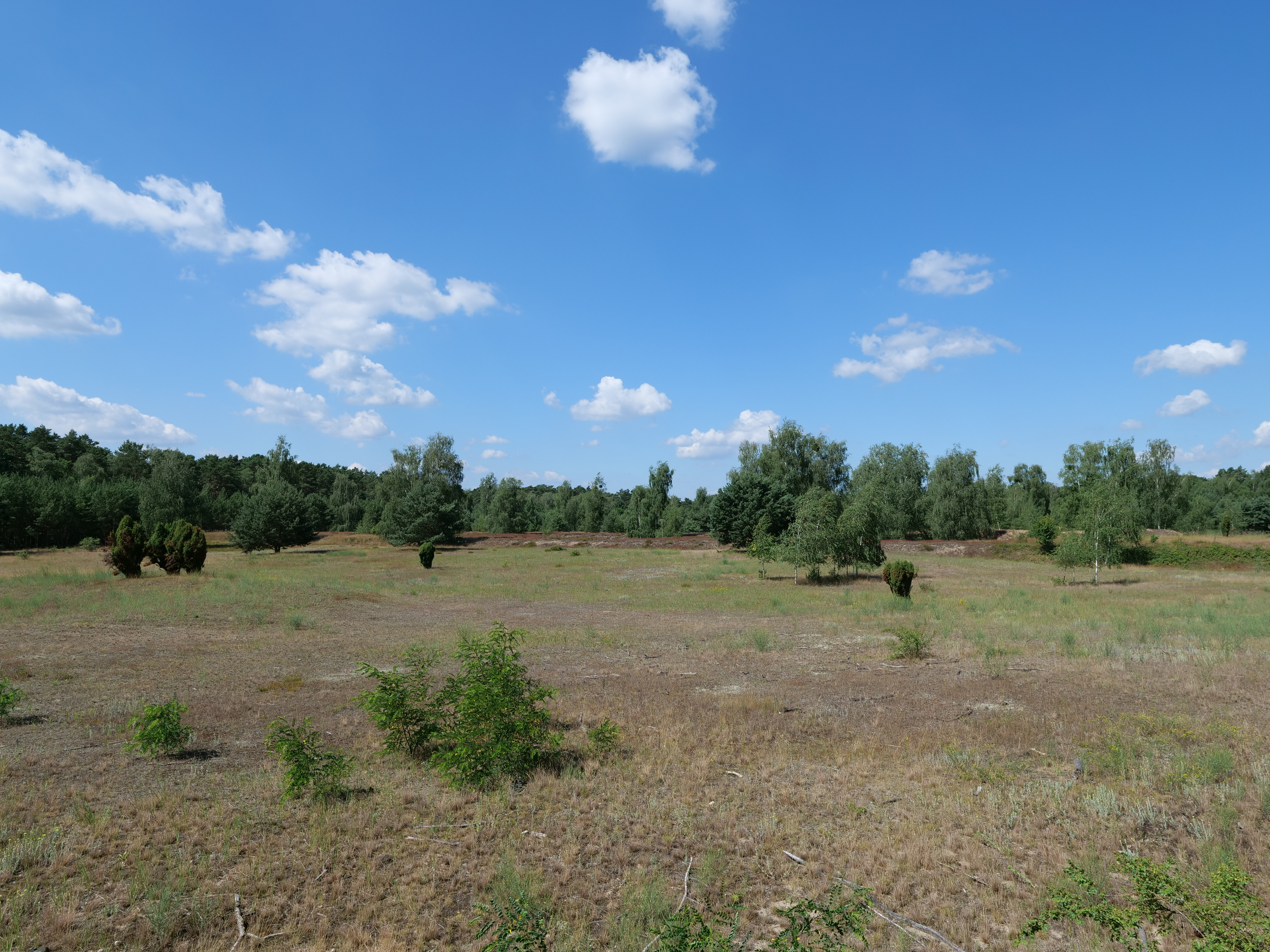
Blick in die Dachsheide
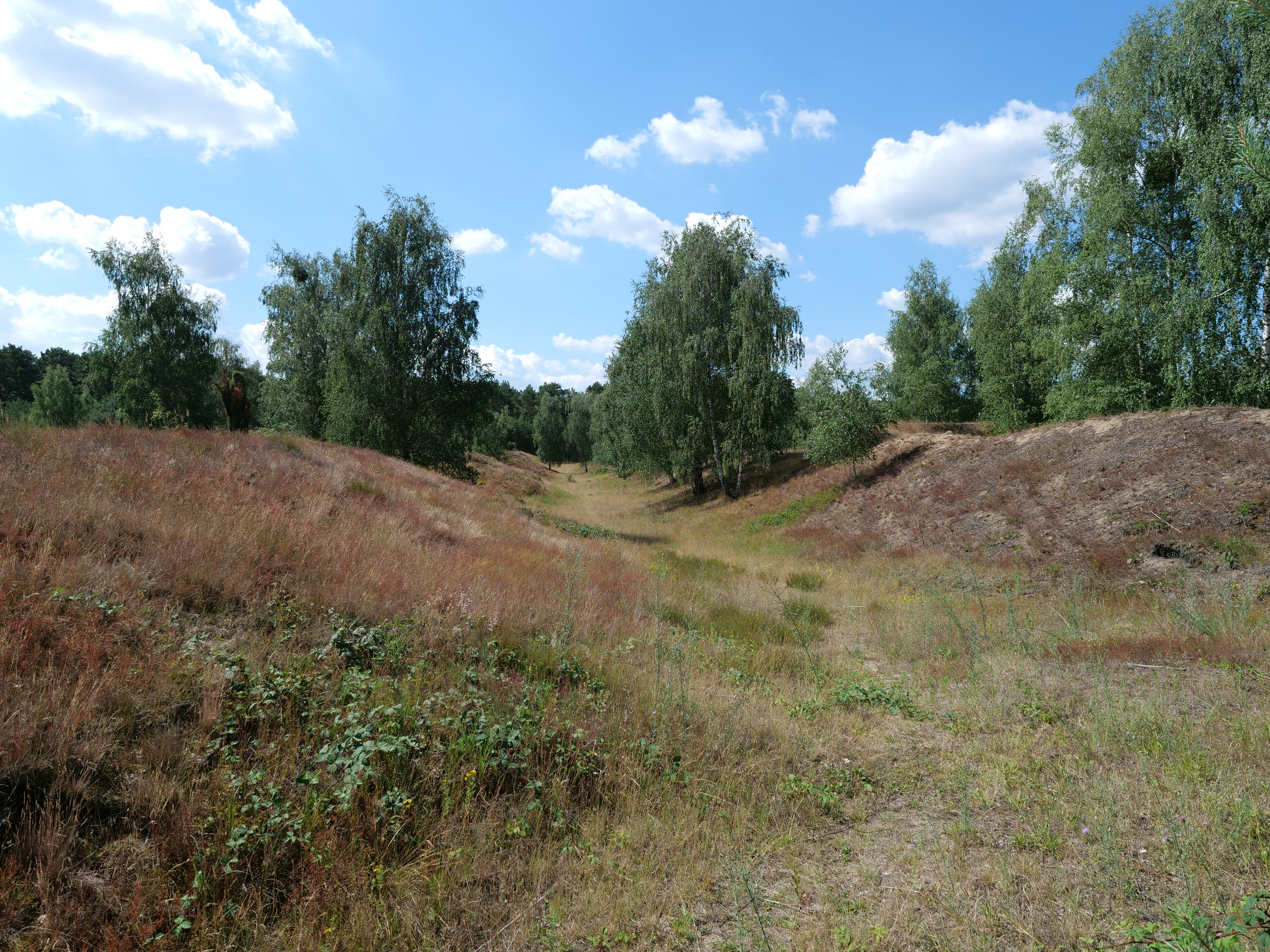
Künstliche Dünen aus der Zeit der Nutzung als Militärgelände durch die US-amerikanischen Alliierten
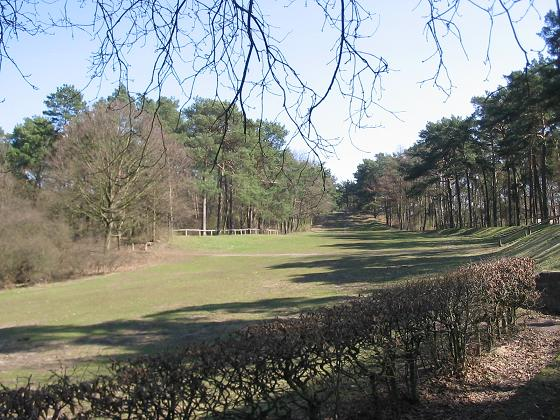
Rodelbahn

## Flora und Fauna
Diese Ziele sollen insbesondere durch das Vernässen des Moores sowie durch die Beseitigung mooruntypischer Vegetation wie Späte Traubenkirsche (Prunus serotina) oder Eschen-Ahorn (Acer negundo) erreicht werden. Das nährstoffarme, saure Wasser bietet dem gefährdeten Sumpf-Knabenkraut (Orchis palustris) oder der Schwanenblume (Butomus umbellatus) das ideale Umfeld. Spezielle Spinnenarten und Käfer leben in dem Biotop – der Wasserkäfer Haliplus fulvicollis, der als „stark gefährdet“ Eingang in die Rote Liste Wasserkäfer Brandenburgs fand, konnte laut dieser Liste im Jahr 1987 im Langen Luch nachgewiesen werden.